# Microrégion d'Itaituba
 (juin 2023).
Si vous disposez d'ouvrages ou d'articles de référence ou si vous connaissez des sites web de qualité traitant du thème abordé ici, merci de compléter l'article en donnant les références utiles à sa vérifiabilité et en les liant à la section « Notes et références ».

Localisation de la microrégion d'Itaituba

La microrégion d'Itaituba est l'une des deux microrégions qui subdivisent le Sud-Ouest de l'État du Pará au Brésil.
Elle comporte 6 municipalités qui regroupaient 235 781 habitants en 2006 pour une superficie totale de 189 593 km2.

## Municipalités
Selon l'Institut brésilien de géographie et de statistique :
- Aveiro
- Itaituba
- Jacareacanga
- Novo Progresso
- Rurópolis
- Trairão